# Cladonia friabilis
Cladonia friabilis är en lavart som beskrevs av Ahti. Cladonia friabilis ingår i släktet Cladonia och familjen Cladoniaceae.   Inga underarter finns listade i Catalogue of Life.